# Zajezierze (Jeziórko)
Zajezierze – część wsi Jeziórko w Polsce położona w województwie podkarpackim, w powiecie tarnobrzeskim, w gminie Grębów.
W latach 1975–1998 Zajezierze administracyjnie należało do województwa tarnobrzeskiego.